# Román futsalválogatott
A román futsal-válogatott Románia nemzeti csapata, amelyet a román labdarúgó-szövetség, (románul:Federaţia Română de Fotbal) irányít.
Eddigi legjobb eredménye egy 6. hely a 2007-es futsal-Európa-bajnokságon, világbajnokságon pedig még nem vett részt.

## Eredmények

### Világbajnokság
| Év       | Eredmény      | Hely | M | Gy | D | V | Rg | Kg | Gk |
| -------- | ------------- | ---- | - | -- | - | - | -- | -- | -- |
| 1989     | Nem jutott be | -    | - | -  | - | - | -  | -  | -  |
| 1992     | Nem jutott be | –    | – | –  | – | – | –  | –  | –  |
| 1996     | Nem jutott be | –    | – | –  | – | – | –  | –  | –  |
| 2000     | Nem jutott be | –    | – | –  | – | – | –  | –  | –  |
| 2004     | Nem jutott be | –    | – | –  | – | – | –  | –  | –  |
| 2008     | Nem jutott be | –    | – | –  | – | – | –  | –  | –  |
| 2012     | Nem jutott be | –    | – | –  | – | – | –  | –  | –  |
| Összesen | –             | –    | – | –  | – | – | –  | –  | –  |

### Európa-bajnokság
| Év       | Eredmény      | Hely    | M | Gy | D | V | Rg | Kg | Gk |
| -------- | ------------- | ------- | - | -- | - | - | -- | -- | -- |
| 1996     | Nem jutott be | –       | – | –  | – | – | –  | –  | –  |
| 1999     | Nem jutott be | –       | – | –  | – | – | –  | –  | –  |
| 2001     | Nem jutott be | –       | – | –  | – | – | –  | –  | –  |
| 2003     | Nem jutott be | –       | – | –  | – | – | –  | –  | –  |
| 2005     | Nem jutott be | –       | – | –  | – | – | –  | –  | –  |
| 2007     | Csoportkör    | 6.      | 3 | 1  | 0 | 2 | 9  | 14 | –5 |
| 2010     | Nem jutott be | –       | – | –  | – | – | –  | –  | –  |
| 2012     | Bejutott      | –       | – | –  | – | – | –  | –  | –  |
| Összesen | Csoportkör    | 6. hely | 3 | 1  | 0 | 2 | 9  | 14 | –5 |

## Lásd még
- Román labdarúgó-válogatott

## Külső hivatkozások
- Hivatalos honlap.
- Profil az UEFA honlapján